# Межклеточные контакты
Межкле́точные конта́кты — молекулярные комплексы, обеспечивающие соединения между смежными клетками или между клеткой и внеклеточным матриксом (ВКМ). Межклеточные контакты критически важны для жизнеспособности многоклеточных организмов. Среди контактов, опосредующих соединение двух клеток, выделяют плотные контакты, которые регулируют межклеточный транспорт и предотвращают диффузию мембранных белков; адгезивные контакты, которые связывают актиновый цитоскелет примыкающих друг к другу клеток; десмосомы, которые связывают промежуточные филаменты соседних клеток; щелевые контакты, обеспечивающие прямой перенос ионов и небольших молекул между соседними клетками. У беспозвоночных животных имеются септированные контакты, которые обладают такими же функциями, что и плотные контакты. У растений многие клетки соединены цитоплазматическими мостиками — плазмодесмами. К числу контактов, связывающих клетки и ВКМ, относят десмосомы и фокальные контакты.

## Контакты между двумя клетками

### Плотные контакты

Схема строения плотного контакта

Плотные контакты связывают клетки эпителия или эндотелия. Они регулируют транспорт частиц между клетками, а также выполняют роль «загородки», которая предотвращает диффузию мембранных белков между верхней (апикальной) и нижней (базальной) областями мембраны. В зоне плотных контактов обнаружено более 24 различных белков, которые подразделяют на 4 группы: трансмембранные, полярные, белки цитоскелета и сигнальные белки. Трансмембранные белки представлены тремя типами белков: клаудины, окклюдины и контактные адгезивные молекулы (англ. junctional adhesion molecule), которые выполняют «запирающую» функцию. Некоторые белки плотных контактов, например, ZO-1, взаимодействуют со многими сигнальными белками, а также актиновым цитоскелетом.

### Септированные контакты

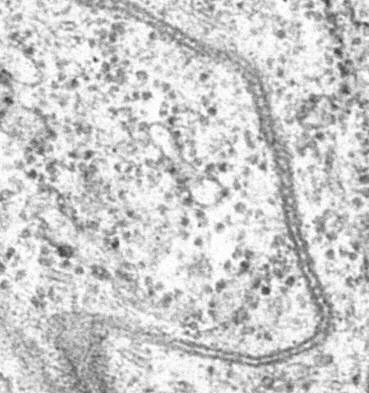
Электронная микрофотография септированного контакта

Септированные контакты обнаружены только у беспозвоночных. В электронный микроскоп септированные контакты выглядят как серия (стопка) прямых или изогнутых стенок (или септ, за что они и получили своё название), располагающихся параллельно друг другу. Септы соединяют промежуток шириной 15—20 нм между плазматическими мембранами соседних клеток. Иногда контакт имеет складчатый вид. Со стороны цитоплазмы с септированным контактом могут быть связаны актиновые филаменты.
Септированные и плотные контакты отличаются по белковому составу. Кроме того, плотные контакты находятся на латеральной мембране выше опоясывающих адгезивных контактов, а септированные контакты — ниже, вблизи основания клетки. Иногда одна клетка связана со своими соседями и плотными, и септированными контактами.
Как и плотные контакты, септированные контакты регулируют транспорт молекул через клеточный слой, ограничивая возможность диффузии, а также ограничивают поток фосфолипидов и мембранных белков между верхней (апикальной) и нижней (базальной) половинами клеточной мембраны. Однако у септированных контактов есть и функции, не свойственные плотным контактам. Например, у дрозофилы и нематоды Caenorhabditis elegans в отсутствие функциональных септированных контактов начинают развиваться опухоли, что указывает на роль этих структур в сдерживании опухолевого роста. Кроме того, септированные контакты играют важную роль в контроле формы клеток.

### Адгезивные контакты

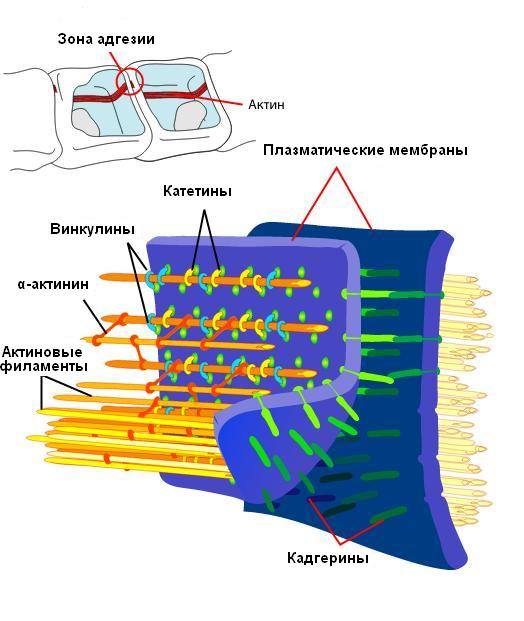
Схема строения адгезивного контакта

Чаще всего адгезивные контакты встречаются в эпителиальных тканях и в эндотелии, здесь они образуют вокруг каждой клетки адгезивный поясок, который также называют зоной прилипания (лат. zonula adherens). Такие зоны в эпителии позвоночных животных преимущественно размещаются базальнее участка плотных контактов (лат. zonula occludens) и апикальнее десмосом (лат. macula adherens). В электронный микроскоп адгезивные контакты выглядят как тёмные плотные полосы, располагающиеся в примыкающих областях мембран смежных клеток. Адгезивные контакты содержат трансмембранные белковые рецепторы — кадгерины. Кадгерины, расположенные на латеральной мембране одной клетки, взаимодействуют с такими же белками на латеральной мембране соседней клетки. Адгезивные контакты достаточно сильны и прочны, чтобы изменять форму ткани и противостоять силам сдвига. Например, в адгезивном пояске кадгерины взаимодействуют с актиновыми филаментами при участии белков группы катенинов. Актиновые филаменты присоединены к миозинам, которые обеспечивают возможность скольжения нитей актина. За счёт скольжения нити происходит изменение формы апикального полюса эпителиальных клеток. Это особенно важно для правильного развития нервной трубки.

### Щелевые контакты

Схема строения щелевого контакта

Щелевые контакты могут содержать от нескольких десятков до многих тысяч каналов, проходящих сквозь плазматические мембраны смежных клеток. Каждый канал и состоит из двух половин, которые известны как коннексоны, или полуканалы. Эти половины стыкуются в узкой щели шириной 2—3 нм, разделяющей соседние клетки. Каждый коннексон состоит из шести белковых субъединиц — коннексинов. Известны ещё два семейства белков щелевых контактов. Иннексины обнаружены только у беспозвоночных животных, однако они не являются гомологами коннексинов. Тем не менее, они формируют межклеточные контакты, которые по строению и по функциям похожи на щелевые контакты позвоночных. Другое семейство представлено паннексинами, которые имеются как у позвоночных, так и у беспозвоночных. По структуре они отличаются и от коннексинов, и от иннексинов. Паннексины обнаруживаются почти исключительно в нейронах и, вероятно, играют важную роль в их функционировании и развитии даже у животных с примитивной нервной системой.
Щелевые контакты служат для перемещения ионов и малых молекул между соседними клетками. Через щелевой контакт могут проходить молекулы массой до 1,2 кДа, а молекулы с массой 2 кДа задерживаются. Клетки могут обмениваться такими молекулами, как сахара, нуклеотиды, вторичные посредники (цАМФ или цГМФ), небольшие пептиды и РНК. Щелевые контакты особенно важны, когда большому количеству клеток необходимо выдать быстрый, хорошо скоординированный ответ. Так, щелевые контакты составляют основу очень быстрых электрических синапсов, которые можно найти, например, в нейронах головного мозга и в клетках миокарда (кардиомиоцитах). Щелевые контакты также используются опухолевыми клетками для взаимной поддержки.

### Десмосомы

Схема строения десмосомы

Десмосомы связывают клетки эпителиев, миокарда, печени, селезёнки и некоторые клетки нервной системы. В электронный микроскоп десмосома выглядит следующим образом. В области контакта на цитоплазматической стороне мембраны каждой из двух соседних клеток находится электронно-плотная бляшка, от цитоплазматической стороны которой отходит пучок промежуточных филаментов. Ширина щели между двумя соседними клетками составляет около 30 нм.
Десмосомы обеспечивают структурную целостность слоёв клеток за счёт связывания воедино их сетей промежуточных филаментов. Помимо белков промежуточных филаментов, в состав десмосом входит множество других белков с разнообразными функциями. Десмосомы особенно характерны для клеток, подвергающихся физическим нагрузкам, таким как клетки кожи и миокарда, где они играют важную структурную роль, обеспечивая «точечную сварку» клеток. Десмосомы также задействованы в передаче сигнала. Например, плакоглобин и плакофилины, входящие в состав десмосом, при активации сигнальных рецепторов на поверхности клетки перемещаются в ядро, где регулируют экспрессию многих генов, а плакоглобин, кроме того, непосредственно связывается с рецепторами факторов роста. Таким образом, десмосомы могут контролировать экспрессию многих генов.

### Плазмодесмы

Схема строения плазмодесмы

Плазмодесмы образуются в ходе последнего этапа деления растительных клеток — цитокинеза, когда дочерние клетки окончательно отделяются друг от друга. В новообразованных клеточных стенках остаются поры, соединяющие цитоплазмы соседних клеток. Плазмодесмы формируются, если при формировании клеточной пластинки в неё попадают трубочки эндоплазматического ретикулума (ЭПР). При этом мембраны соседних клеток и трубочки ЭПР не сливаются друг с другом. Вместо этого трубочка ЭПР оказывается разделённой на две части, которые находятся в соседних клетках и соединены узким перешейком. Перешеек же залегает в канале в клеточных стенках соседних клеток и окружён цитоплазмой; его также называют десмотубулой. Плазмодесмы, сформированные при цитокинезе, называются первичными. Однако иногда плазмодесмы соединяют клетки, не являющиеся продуктом одного деления; такие плазмодесмы называются вторичными. Вторичные плазмодесмы образуются при локальном утоньшении стенки между двумя клетками, и в образующееся отверстие каким-то образом вставляется трубочка ЭПР.
Плазмодесмы объединяют растительные клетки в одну большую структуру, которая называется симпласт. В пределах симпласта через плазмодесмы проходят электрические сигналы, ионы и небольшие водорастворимые молекулы, включая аминокислоты, сахара, мРНК, малые интерферирующие РНК и белки (в том числе транскрипционные факторы). Ионы и молекулы проходят через плазмодесмы с помощью простой диффузии. Диаметр пор плазмодесм может изменяться, обеспечивая возможность настройки избирательной проницаемости плазмодесм.
Многие патогены растений — вироиды и вирусы — переносятся между клетками посредством плазмодесм, несмотря на свои большие размеры. Дело в том, что вирусы экспрессируют белки, которые расширяют поры плазмодесм, делая возможным транспорт даже довольно крупных вирусных частиц. Механизм действия этих белков пока не известен.

## Контакты между клетками и ВКМ

### Полудесмосомы
Полудесмосомы располагаются на базальной стороне мембраны эпителиальной клетки и связывают её с внеклеточным матриксом. Точнее, полудесмосомы связывают сеть промежуточных филаментов эпителиальных клеток с внеклеточным матриксом при помощи трансмембранных рецепторов. Электронная микроскопия показала, что структуры десмосом и полудесмосом очень похожи (полудесмосома выглядит как половина десмосомы, за что эта структура и получила своё название), однако десмосомы связывают не клетку и внеклеточный матрикс, а две соседние клетки. Основная функция полудесмосом заключается в прикреплении слоёв эпителия к базальной мембране.
Полудесмосомы обеспечивают прикрепление многослойного эпителия к базальной мембране. Полудесмосомы и десмосомы в клетке ориентированы под прямым углом друг к другу, благодаря чему они обеспечивают защиту от разных видов механического стресса. Связанные с промежуточными филаментами, полудесмосомы и десмосомы образуют плотную сеть, обеспечивающую структурную поддержку слоёв эпителия.
Несмотря на важную архитектурную роль, десмосомы и полудесмосомы не являются статическими структурами. Так, при ранении кожи клетки эпителия отсоединяются от базальной мембраны и мигрируют в область раны. Там они делятся, восстанавливая популяцию клеток в зоне ранения, и затем снова прикрепляются к базальной мембране (с помощью полудесмосом) и друг к другу (с помощью десмосом). Таким образом, полудесмосомы и десмосомы способны к обратимой разборке.

### Фокальные контакты

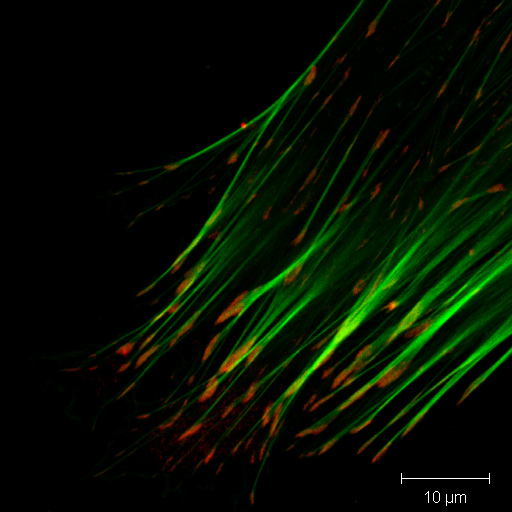
Микрофотография фибробластов, окрашенных по методу иммунофлуоресценции. Актин покрашен зелёным, а белок фокальных контактов винкулин — красным. Фокальные контакты видны как красные точки на конце длинных зелёных тяжей

Фокальные контакты представляют собой скопление интегриновых рецепторов на клеточной мембране, которые связывают клетку с внеклеточным матриксом; со стороны цитоплазмы они взаимодействуют с актиновым цитоскелетом. Помимо интегринов, в состав фокальных контактов входят белки винкулин, талин, киназа фокальных контактов, паксиллин, зиксин, VASP, α-актинин и другие. Фокальные контакты выявляются только в тех участках клеточной мембраны, которые приближаются к внеклеточному матриксу на расстояние менее 15 нм.
Фокальные контакты обеспечивают сильное прикрепление клеток к внеклеточному матриксу и участвуют в передаче механического напряжения на мембране клетки. Они задействованы во многих сигнальных путях клетки, в частности, активирующихся в ответ на механический стресс.

## Клиническое значение
Нарушения в работе межклеточных контактов разных типов приводят к разнообразным заболеваниям, чем подчёркивается их функциональная важность для многоклеточного организма. Например, мутации в генах клаудина-16 и клаудина-19, нарушающие работу плотных контактов, приводят к гипомагниемии вследствие чрезмерной потери магния с мочой. Мутации в генах клаудина-13 и трицеллюлина вызывают наследственную глухоту. Дисрегуляция некоторых белков плотных контактов связана с онкологическими заболеваниями (например, экспрессия ZO-1 и ZO-2 снижается во многих типах рака). Компоненты плотных контактов также могут быть мишенями для онкогенных вирусов.
Точечные мутации в генах, кодирующих белки щелевых контактов — коннексины, у человека приводят к очень специфическим дефектам, из чего можно заключить, что большая часть коннексинов экспрессируется лишь в нескольких тканях. Рецессивные мутации в гене коннексина-26 являются наиболее частой причиной наследственной глухоты. Коннексин-26 участвует в транспорте ионов калия в клетках эпителия, поддерживающего чувствительные волосковые клетки в ухе. Люди с мутациями в гене, кодирующем коннексин-32, могут страдать от разрушения миелиновой оболочки аксонов (X-связанный вариант болезни Шарко — Мари — Тута). Возможно, стабильность миелина может зависеть от щелевых контактов между клетками разных слоёв миелиновой оболочки, и нарушения в функционировании контактов приводят к её разрушению.
Нарушение функционирования десмосом также приводит к различным заболеваниям. Так, ладонно-подошвенная кератодерма развивается при мутациях в белках десмосом. Аутоиммунные буллёзные дерматозы — такие, как обыкновенная пузырчатка, наблюдаются, когда у пациентов образуются антитела к собственным белкам десмосом. Нарушения в функционировании межклеточных контактов, в частности, десмосом, могут приводит к летальному исходу. Заболевания, связанные с дисфункцией полудесмосом, проявляются в образовании пузырей на коже. Такие заболевания известны под общим названием буллёзный эпидермолиз (БЭ). При БЭ кожа становится хрупкой, отслаивается и покрывается волдырями в ответ на малейший механический стресс. Иногда также происходит отслоение эпителия роговицы, трахеи, пищеварительного тракта, пищевода, а также имеет место мышечная дистрофия.